# Shaun the Sheep Movie: Cừu quê ra phố
Shaun the Sheep Movie: Cừu quê ra phố (tựa gốc tiếng Anh: Shaun the Sheep Movie) là bộ phim hoạt hình phiêu lưu của nước Anh ra mắt năm 2015 do Aardman Animations sản xuất, Mark Burton và Richard Starzak hợp tác viết kịch bản và làm đạo diễn. Bộ ba thành viên chủ chốt của Aardman là Peter Lord, David Sproxton và Nick Park tham gia bộ phim với tư cách là giám đốc sản xuất.
Bộ phim kể về chuyến phiêu lưu của Shaun và đàn cừu của cậu ta đến thành phố lớn để tìm lại người nông dân của họ lúc bị Shaun đem giấu và vô tình rời khỏi nông trại và đến thành phố một cách bất ngờ.
Phim được công chiếu vào ngày 24 tháng 1 năm 2015 tại Lễ hội phim Sundance, và đã được phát hành tại các rạp tại Anh vào ngày 6 tháng 2 năm 2015. Tại Việt Nam, phim được công chiếu từ ngày 27 tháng 2 năm 2015.
Bộ phim nhận được nhiều lời đánh giá tích cực từ các nhà phê bình phim và khán giả và đồng thời còn được đề cử giải Oscar cho phim hoạt hình xuất sắc nhất tại Lễ trao giải Oscar lần thứ 88. Phần tiếp nối của bộ phim, có tựa là Shaun the Sheep Movie: Người bạn ngoài hành tinh, chính thức ra mắt vào năm 2019.

## Sơ lược
Shaun, một chú cừu thông minh sống với đàn cừu của cậu ta tại nông trại Mossy Bottom trong một chặng đường cuộc sống nhàm chán tại nông trại, sáng hôm sau anh ta ngó qua cửa số nhìn thấy xe buýt có nhãn "hãy dành một ngày nghỉ ngơi" thì mới nảy sinh kế hoạch tìm cách để có một ngày nghỉ ngơi trọn vẹn như cho chú vịt bánh mì để đánh lạc hướng Bitzer và dụ người nông dân ngủ thiếp bằng cách dụ đếm cừu. Tuy nhiên, xe đoàn mà họ để người nông dân lên giường ngủ lại lăn xuống núi, đưa ông ta thẳng đến thành phố. Bitzer, chó canh giác trung thành của người nông dân đến sau ông ta, còn lại đàn cừu ở lại trên nông trại đến khi nào chú Bitzer trở lại.
Sau khi Bitzer đến thành phố, bọn cừu cảm thấy cuộc sống sẽ không thể tiếp tục nếu không có người nông dân, chính vì vậy Shaun bắt xe buýt theo Bitzer thẳng tới thành phố, đàn cừu cũng lén theo cậu ta bằng xe buýt khác. Cậu ta tìm được chú chó Slip nhưng cậu bắt gặp được người chuyên gia bắt động vật lang thang ngoài đường tên Trumper và nhốt ngay chú chó Slip. Tiếp đó, khi đàn cừu khác tới nơi thì Shaun vô cùng ngạc nhiên, bọn cừu tạm thời vòng vèo qua để né Trumper, rồi cải trang đi khắp thành phố hỏi thông tin.
Người nông dân bị chấn thương ở chấn thương ở đầu và đang điều trị tại bệnh viện, khi ông ta nhận được báo cáo "chứng mất trí nhớ tạm thời". Bitzer lén cải trang vào trong bệnh viện của ông chủ đang nghỉ ngơi để tìm lại, nhưng mà chưa kịp vào phòng thì có người tới, Bitzer lọt vào phòng phẫu thuật và thân thế bị lộ ngay khi nhìn thấy bộ xương người và cậu cạp nó và sau đó tên Trumper tới bắt ngay. Tại một nhà hàng, Shaun kêu đàn cừu hành động theo cử chỉ 2 cặp vợ chồng đang xem thực đơn, họ làm theo kể cả hai người này làm rớt thìa, uống nước. Trong lúc đang lôi Timmy về thì áo Shaun bị sút chỉ khiến cho mọi người phát hiện, ngay lập tức bị tên Trumper nhốt lại. Tất cả đàn cừu không có Shaun chỉ thị nên rất là sợ hãi.
Người nông dân nhìn thấy cây búa tưởng là đang định đập gãy chân ông ta nên rời khỏi bệnh viện, thực chất là đóng tường treo ảnh. Shaun kịp thời nhìn thấy ông ta đi lang thang, tiếc là kêu không nghe vì khoảng cách xe chở của tên Trumper xa dần. Trong lúc đi, ông ta vô tình gặp được một tiệm hớt tóc, và thấy máy hớt tóc tưởng rằng đây là máy cắt lông cừu nên ông ta nhào vô tiệm và cắt tóc của danh nhân như ông đang cắt lông cừu. Danh nhân đó thích kiểu tóc mới đó và tên tuổi của người nông dân được cho là người hớt tóc bí ẩn "Ông X".
Shaun lại tìm được Bitzer trong tù, và tìm lại chú chó Slip. May mắn thay, đàn cừu khác tìm cách đánh lạc hướng tên Trumper và dụ hắn vào tù, nhốt hắn lại, cứu Slip và họ bỏ trốn. Shaun đến tiệm cắt tóc để gặp ông chủ của mình, nhưng ông ta không hề biết và không chịu nhận là Shaun khiến cậu ta và đàn cừu tuyệt vọng. Shaun biết người nông dân đang bị mất trí nhớ nên cậu ta làm một con ngựa giả và đến tìm cắt tóc ru ngủ bằng trò đếm cừu, sau đó đàn cừu bắt cóc người nông dân và tiến hành về trang trại.
Kế hoạch đã thành công, tuy nhiên tên Trumper vẫn không chịu từ bỏ đành phải cầm theo cây súng bắt thú có chích điện, hắn bám theo chiếc xe và về đến tận trang trại Mossy Bottom, hắn lại còn muốn giết cả đàn cừu, Bitzer, chó Slip và cả người nông dân ở trong đó, lúc này người nông dân đã phục hồi lại ký ức và ra tay bảo vệ đàn cừu và chú chó của ông ta, khiến âm mưu của Trumper bị đổ vỡ và hắn còn bị bò tót húc ngã rơi xuống vực. Người nông dân, đàn cừu và cả chó Bitzer đã trở lại nông trại trong sự hạnh phúc vô bờ. Ngày hôm sau, người nông dân quyết định xóa bỏ hoạt động cả ngày và đi dã ngoại cùng đàn cừu. Slip bỏ đi, nhưng được nhận nuôi bởi tài xế xe buýt khi bắt gặp trên đường. Những nơi động vật lang thang và bỏ rơi bị giam cầm sau này đã đổi tên trở thành nơi bảo vệ quyền lợi động vật.

## Tiếp nhận

### Doanh thu
Vào ngày 16 tháng 8 năm 2015, đã nhận được doanh thu lên đến 59,7 triệu đôla tại Anh và một phần của các nước châu Âu, và 11,12 triệu đôla tại Bắc Mỹ với tổng cộng 70,82 triệu đôla tương ứng với 1.609,54 tỷ đồng.

### Giải thưởng
Xem thêm List of accolades received by Shaun the Sheep Movie